# Virgin Interactive
Virgin Interactive va ser una distribuïdora de videojocs britànica que va obtenir molt d'èxit i influència en el món dels videojocs. Va ser format com a Virgin Games als anys 1980, per Mastertronics, qui el va comprar per Virgin el 1987. Va ser llavors que el Virgin Group va ser considerat com l'"Electronic Arts" d'Europa. El 1994 es va canviar de nom per Virgin Interactive.
Va publicar videojocs per l'ordinador d'IBM com també en altres sistemes, incloent-hi l'Amiga, ZX Spectrum, l'Amstrad CPC, C64 i la Super Nintendo Entertainment System.
Va ser ajudat per alguns estudis desenvolupadors de videojocs, com Westwood Studios i Synergistic. I també, alguns treballadors de Shiny Entertainment, com és en David Perry, que treballava per Virgin abans de crear l'Earthworm Jim.
L'empresa va ser comprada el 1999 per la publicadora francesa anomenada Titus Software i es va canviar el nom per Avalon Interactive l'1 de juliol de 2003.
Alguns dels videojocs més populars fets per aquesta empresa són:
- Blues Brothers 2000.
- Dan Dare: Pilot of the Future (1986)
- Realms (1991)
- Corporation (1991)
- M.C. Kids (1991)
- Global Gladiators (1992)
- The 7th Guest (1992)
- Disney's Aladdin (1993)[5]
- Cannon Fodder (1993)
- Cool Spot (1993)
- Lands of Lore (la saga) (1993)
- Goal! (1994)
- The Lion King (1994)
- Command & Conquer (1995)
- Zone Raiders (1995)
- Command & Conquer: Red Alert (1996)
- Resident Evil (Europe only) (1996)
- Agile Warrior F-111X (1997)
- Subspace (1997)
- Resident Evil 2 (Només a Europa) (1998)
- Resident Evil 3: Nemesis (Només a Europa) (2000)
- Project Justice (Només a Europa) (2001)